# Dirka po Španiji 1985
Dirka po Španiji 1985 (špansko Vuelta a España 1985) je 40. izvedba dirke po Španiji, tritedenske moške cestne kolesarske etapne dirke. Začela se je 23. aprila v Valladolidu in končala 12. maja v Salamanci. Sodelovalo je 170 kolesarjev iz 17-ih ekip. Rumeno majico je prvič osvojil Pedro Delgado (Orbea–Gin MG), drugo mesto Robert Millar (Peugeot–Shell–Michelin), tretje pa Francisco Rodríguez (Zor–Gemeaz Cusin). Modro majico je osvojil Sean Kelly (Skil–Sem–Kas–Miko), zeleno majico José Luis Laguía (Reynolds), rdečo pikčasto majico Fabio Parra (Varta–Café de Colombia–Mavic), pikčasto majico Robert Millar, rožnato majico pa Ronny Van Holen (Safir–Van de Ven).

## Ekipe
- Dormilón
- Fagor
- Hueso-Motta
- Kelme–Merckx
- Lousa-Trinaranus
- Orbea–Gin MG
- Panasonic–Raleigh
- Peugeot–Shell–Michelin
- Reynolds
- Safir–Van de Ven
- Supermercati Brianzoli
- Teka
- Skil–Sem–Kas–Miko
- Sovjetska amaterska reprezentanca
- Varta–Café de Colombia–Mavic
- Xerox-Philadelphia Lasers
- Zor–Gemeaz Cusin

## Etape
| Etapa | Datum    | Štart/Cilj                                                 | Razdalja | Tip     | Tip                  | Zmagovalec                     |
| ----- | -------- | ---------------------------------------------------------- | -------- | ------- | -------------------- | ------------------------------ |
| P     | 23 April | Valladolid – Valladolid                                    | 5,6 km   |         | posamični kronometer | Bert Oosterbosch (NED)         |
| 1     | 24 April | Valladolid – Zamora                                        | 177 km   |         |                      | Eddy Planckaert (BEL)          |
| 2     | 25 April | Zamora – Orense                                            | 262 km   |         |                      | Sean Kelly (IRL)               |
| 3     | 26 April | Ourense – Santiago de Compostela                           | 197 km   |         |                      | Gianbattista Baronchelli (ITA) |
| 4     | 27 April | Santiago de Compostela – Lugo                              | 162 km   |         |                      | Eddy Planckaert (BEL)          |
| 5     | 28 April | Lugo – Oviedo                                              | 238 km   |         |                      | Federico Echave (ESP)          |
| 6     | 29 April | Oviedo – Lagos de Covadonga                                | 145 km   |         |                      | Pedro Delgado (ESP)            |
| 7     | 30 April | Cangas de Onís – Alto Campoo                               | 190 km   |         |                      | Antonio Agudelo (COL)          |
| 8     | 1 May    | Aguilar de Campoo – Logroño                                | 224 km   |         |                      | Ángel Camarillo (ESP)          |
| 9     | 2 May    | Logroño – Balneario de Panticosa                           | 253 km   |         |                      | Alfons De Wolf (BEL)           |
| 10    | 3 May    | Sabiñánigo – Tremp                                         | 209 km   |         |                      | Sean Kelly (IRL)               |
| 11    | 4 May    | Tremp – Andora                                             | 124 km   |         |                      | Francisco Rodríguez (COL)      |
| 12    | 5 May    | Andora – Pal (Andora)                                      | 16 km    |         | posamični kronometer | Francisco Rodríguez (COL)      |
| 13    | 6 May    | Andora – Sant Quirze del Vallès                            | 193 km   |         |                      | Ángel Sarrapio (ESP)           |
| 14    | 7 May    | Valencia – Benidorm                                        | 201 km   |         |                      | José Recio (ESP)               |
| 15    | 8 May    | Benidorm – Albacete                                        | 208 km   |         |                      | Sean Kelly (IRL)               |
| 16    | 9 May    | Albacete – Alcalá de Henares                               | 252 km   |         |                      | Isidro Juárez (ESP)            |
| 17    | 10 May   | Alcalá de Henares – Alcalá de Henares                      | 43 km    |         | posamični kronometer | Pello Ruiz Cabestany (ESP)     |
| 18    | 11 May   | Alcalá de Henares – Palazuelos de Eresma (Destilerías DYC) | 200 km   |         |                      | José Recio (ESP)               |
| 19    | 12 May   | Palazuelos de Eresma (Destilerías DYC) – Salamanca         | 175 km   |         |                      | Vladimir Malahov (URS)         |
|       | Skupaj   | Skupaj                                                     | 3474 km  | 3474 km | 3474 km              | 3474 km                        |

## Končna razvrstitev
| Legenda | Legenda                                    | Legenda | Legenda                                   |
| ------- | ------------------------------------------ | ------- | ----------------------------------------- |
|         | Predstavlja vodilnega v skupnem seštevku   |         | Predstavlja vodilnega po točkah           |
|         | Predstavlja vodilnega v gorski razvrstitvi |         | Predstavlja vodilnega v šprintih          |
|         | Predstavlja vodilnega v kombinaciji        |         | Predstavlja najboljšega mladega kolesarja |

### Rumena majica
| Poz. | Kolesar                       | Ekipa                             | Čas         |
| ---- | ----------------------------- | --------------------------------- | ----------- |
| 1    | Pedro Delgado                 | Orbea–Gin MG                      | 95h 58' 00" |
| 2    | Robert Millar                 | Peugeot–Shell–Michelin            | + 36"       |
| 3    | Francisco Rodríguez           | Zor–Gemeaz Cusin                  | + 46"       |
| 4    | Pello Ruiz Cabestany          | Orbea–Gin MG                      | + 1' 51"    |
| 5    | Fabio Parra                   | Varta–Café de Colombia–Mavic      | + 3' 40"    |
| 6    | Éric Caritoux                 | Skil–Sem–Kas–Miko                 | + 6' 08"    |
| 7    | Raimund Dietzen               | Teka                              | + 6' 36"    |
| 8    | Álvaro Pino                   | Zor–Gemeaz Cusin                  | + 7' 41"    |
| 9    | Sean Kelly                    | Skil–Sem–Kas–Miko                 | + 7' 52"    |
| 10   | José Luis Navarro             | Zor–Gemeaz Cusin                  | + 8' 56"    |
| 11   | Julián Gorospe                | Reynolds                          |             |
| 12   | Celestino Prieto Rodriguez    | Reynolds                          |             |
| 13   | Gerard Veldscholten           | Orbea–Gin MG                      |             |
| 14   | Pascal Simon                  | Peugeot–Shell–Michelin            |             |
| 15   | Pierre Bazzo                  | Fagor                             |             |
| 16   | Juan Tomás Martínez Gutierrez | Hueso-Motta                       |             |
| 17   | Antonio Coll Pontanilla       | Teka                              |             |
| 18   | Vicente Belda                 | Kelme–Merckx                      |             |
| 19   | Faustino Rupérez Rincón       | Zor–Gemeaz Cusin                  |             |
| 20   | Ivan Ivanov                   | Sovjetska amaterska reprezentanca |             |
| 21   | Ignacio Gaston Crespo         | Reynolds                          |             |
| 22   | Ángel de las Heras            | Hueso-Motta                       |             |
| 23   | Martín Ramírez                | Varta–Café de Colombia–Mavic      |             |
| 24   | Dominique Garde               | Skil–Sem–Kas–Miko                 |             |
| 25   | Gilles Mas                    | Skil–Sem–Kas–Miko                 |             |